# ريتشارد كولين
كان ريتشارد ه‍. كولين (المولود في  4 مارس 1932  والمتوفى في 19 يناير 2010  أو 20 يناير 2010) مُؤَرِّخًا أمريكيًّا، وأستاذًا جامِعِيًّا، وناقِدَ طعامٍ، ومُؤَلِّفًا لكتاب طهيٍ. وكان جديرًا بالذِكرِ لبحثه في حياة الرئيس الأمريكي ثيودور روزفلت ورئاستِه. وقد اشتملت إسهامات كولين في مِنحَة ثيودور روزفيلت الدراسيَّة على أطروحته، وأفرودتين عن روزفيلت، وتحرير مجموعة أوراقٍ بحجم كتابٍ عن الرئيس، وبعض المقالات الصحفيَّة، والاستعراضات لبعض الكتب. واشتملت كتاباته عن الطعام -والتي كتبَ مُعظَمَهَا بالتعاون مع زوجتِه ريما- على كُتُبِ الطَهي، واستعراضات المطاعِمِ.